# Авґуст Вайсман
Фрідріх Леопольд Авґуст Вайсман (нім. Friedrich Leopold August Weismann, 17 січня 1834, Франкфурт-на-Майні — 5 листопада 1914, Фрайбург) — німецький біолог. Ернст Майр назвав його другим за значенням еволюційним біологом 19-го століття після Чарльза Дарвіна.
Вайсман відстоював «теорію статевих клітин», згідно з якою у багатоклітинному організмі статеве розмноження відбувається за допомогою зародкової лінії — статевих клітин, таких як яйцеклітина та сперматозоїди. Інші клітини тіла — соматичні клітини — не функціонують як агенти спадковості. Ефект односторонній: клітини зародкової лінії виробляють соматичні клітини та інші клітини зародкової лінії, на клітини зародкової лінії не впливають ознаки, надбані соматичними клітинами протягом життя. Генетична інформація, таким чином, не передається від соми до зародкової лінії, правило, знане як «бар'єр Вайсмана».
Ця ідея суперечила іншій популярній на той час ідеї, що відстоювала успадкування надбаних характеристик, яку запропонував Жан Батист Ламарк та яку Чарльз Дарвін вважав надзвичайно правдоподібною для пояснення змін, на які діє природний відбір. Проте це була тільки ідея, яка вимагала експериментального доказу. Фактично, через те що це негативна ідея, повний доказ полягав би в усуненні всіх мислимих засобів, якими може відбуватися передача інформації від соми до зародкової лінії. Вайсман, який звичайно не знав всієї складності сучасної генетичної теорії, ніяким чином не міг забезпечити такий доказ. Інколи бар'єр Вайсмана невірно змішують із центральною догмою молекулярної біології. Проте остання стверджує, що інформація може передаватися лише від ДНК до ДНК і РНК, але не від РНК до ДНК, що, як зараз відомо, не завжди вірно.
Попри відсутність доказів на час висунення, ідея бар'єра Вайсмана центральна у теперішній загальноприйнятій теорії еволюції, точніше Синтетичній теорії еволюції. Згідно з цією теорією, зокрема, мінливість пов'язана зі змінами у клітинах зародкової лінії, як це й пропонував Вайсман.
Ідеї Вайсмана передували відкриттям Ґреґора Менделя, і хоча Вайсман скептично ставився до його робіт, його молодші послідовники незабаром знайшли зв'язок між цими роботами.
У Радянському Союзі наприкінці 1940-х років послідовниками Т. Д. Лисенка ідеї Вайсмана було оголошено антинауковим і реакційними, що надовго зупинило розвиток радянської генетики.